# The Void Stares Back
The Void Stares Back è un singolo del gruppo musicale britannico Enter Shikari in collaborazione con il duo britannico Wargasm, pubblicato il 12 agosto 2022.

## Descrizione
La pubblicazione del brano è stata anticipata il 1º agosto 2022 con la pubblicazione sui principali social network, da parte degli Enter Shikari, di una foto del gruppo insieme al duo britannico Wargasm, con il supporto dei quali si erano già imbarcati nel tour europeo nella prima metà del 2022. Questo post è seguito, due giorni dopo, da un altro post raffigurante la copertina del singolo (due occhi aperti su uno sfondo nero con i loghi delle due band in alto a sinistra) e l'annuncio che lo stesso sarebbe stato pubblicato il 12 agosto. Il brano viene trasmesso in anteprima esclusiva su BBC Radio 1 dal DJ Jack Saunders la sera dell'11 agosto.
In un'intervista a Kerrang!, il cantante Rou Reynolds ha dichiarato che il brano parla della guerra infinita tra idee conservatrici e idee progressiste, e di aver scelto di collaborare con i Wargasm proprio per la loro trasgressività e per tutte le «critiche conservatrici» che gli sono spesso rivolte a causa della scelta negli abiti o dei loro comportamenti sul palco. La maggior parte del brano è stata scritta e prodotta da Reynolds stesso, mentre gli Wargasm (in particolare il chitarrista e cantante Sam Matlock) hanno collaborato a una piccola parte del testo e all'ideazione dell'intro.

## Video musicale
Un video ufficiale diretto da Elliott Gonzo viene pubblicato su YouTube il 30 agosto 2022, con la partecipazione di entrambe le band.

## Tracce
Testi di Rou Reynolds e dei Wargasm, musiche degli Enter Shikari e dei Wargasm.
1. The Void Stares Back (feat. Wargasm) – 3:51